# Slava
Slava (cirílico: Слава) es la costumbre cristiana ortodoxa de celebrar un santo patrón de familia, de aldea o incluso de una ciudad. Como los templos también tienen su slava se puede considerarla un simple análogo de la fiesta del patrón.
La costumbre se asocia con los serbios, quienes la consideran una característica específica de su cultura. Esta costumbre también se encuentra en Macedonia del Norte, partes de Bulgaria, y también, a veces con otro nombre, entre algunos croatas, albaneses ortodoxos, griegos y soviéticos, aunque en general en algunas partes, pero no en Serbia, se haya perdido en el siglo XX. La palabra slava se podría traducir como "gloria" o "alabanza".
En la Serbia actual casi cada familia serbia ortodoxa tiene su Slava familiar, pero también la tienen los pueblos, villas, ciudades, así como a menudo también organizaciones políticas y deportivas, ciertas profesiones, etc. Hay una slava para todas las escuelas que es San Sava (en serbio Sveti Sava) y que se festeja el 27 de enero. Asimismo, en la cultura tradicional serbia, la slava está relacionada con el hogar o casa familiar: el heredero de la casa y tierra heredará también la slava de su ascendiente. Ese puede ser un hijo o un miembro de la familia, pero igualmente una persona fuera de esa, elegida por un dueño que no tiene herederos consanguíneos, aunque esto acontezca más raramente. Es posible festejar su propia slava conjuntamente con otros familiares, que por supuesto también tienen la misma. 
La slava serbia fue designada como Patrimonio Cultural Inmaterial de la Humanidad por la Unesco el 27 de noviembre de 2014.